# Park Narodowy Saguaro
Park Narodowy Saguaro (ang. Saguaro National Park) – park narodowy położony w południowo-wschodniej części stanu Arizona w Stanach Zjednoczonych, na przedmieściach miasta Tucson. Park został utworzony w 1994 na powierzchni 370 km². 

## Fauna
Według danych inwentaryzacyjnych National Park Service na terenie parku występuje 338 gatunków zwierząt kręgowych, w tym 69 gatunków ssaków, 210 gatunków ptaków, 51 gadów i 8 płazów.
Na terenie Parku Narodowego Saguaro występują m.in.: puma, antylopa widłoroga, kojot, pekari oraz crotalus.

## Flora
Na terenie parku rośnie 25 gatunków kaktusów, od największego w USA karnegii olbrzymiej (Saguaro), od której park nosi nazwę do kilkucentymetrowych gatunków z rodzaju Mamilaria. Wszystkich roślin naczyniowych w parku zanotowano 1236 gatunków.

## Turystyka
Infrastruktura turystyczna Parku Narodowego Saguaro jest stosunkowo dobrze rozwinięta. Park posiada dwa centra turystyczne oraz ok. 240 km dobrze oznakowanych szlaków turystycznych o zróżnicowanym stopniu trudności. Nie zaleca się uprawiania turystyki pieszej podczas letnich upałów.

## Galeria

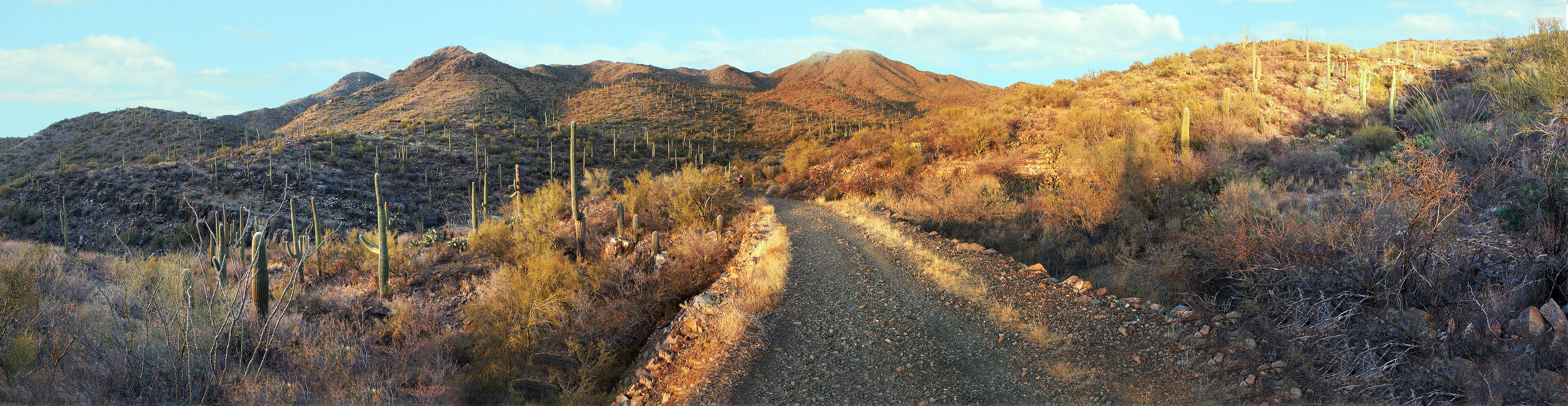
Park Narodowy Saguaro - panorama